# Yudaikelike (sockenhuvudort i Kina, Xinjiang Uygur Zizhiqu, lat 39,71, long 77,75)
Yudaikelike (kinesiska: 玉代克力克, 玉代克力克乡) är en sockenhuvudort i Kina. Den ligger i den autonoma regionen Xinjiang, i den nordvästra delen av landet, omkring 930 kilometer sydväst om regionhuvudstaden Ürümqi. Antalet invånare är 15 360. Befolkningen består av 7 479 kvinnor och 7 881 män. Barn under 15 år utgör 29,0 %, vuxna 15-64 år 65 %, och äldre över 65 år 5,0 %.
Runt Yudaikelike är det ganska glesbefolkat, med 47 invånare per kvadratkilometer. Det finns inga andra samhällen i närheten. Omgivningarna runt Yudaikelike är i huvudsak ett öppet busklandskap.
Genomsnittlig årsnederbörd är 120 millimeter. Den regnigaste månaden är juli, med i genomsnitt 26 mm nederbörd, och den torraste är mars, med 2 mm nederbörd.